# Галича Маре (Долж)
Галича Маре (рум. Galicea Mare) насеље је и општина у Румунији у жупанији Долж. Oпштина се налази на надморској висини од 76 m.

## Становништво
Према подацима из 2002. године у насељу је живело 4894 становника, од којих су сви румунске националности.